# Maggie Lau
Maggie Lau född 27 augusti 1982, är en skådespelare och sångerska från Hongkong. Hon har haft roller i filmerna "New Police Story" och "The Twins Effect". Hon är medlem i gruppen 3T.
I Hongkong-filmen "The Myth" har hon en liten roll bredvid Jackie Chan och skådespelerskan Kim Hee Seon från Korea.